# Edo-kor

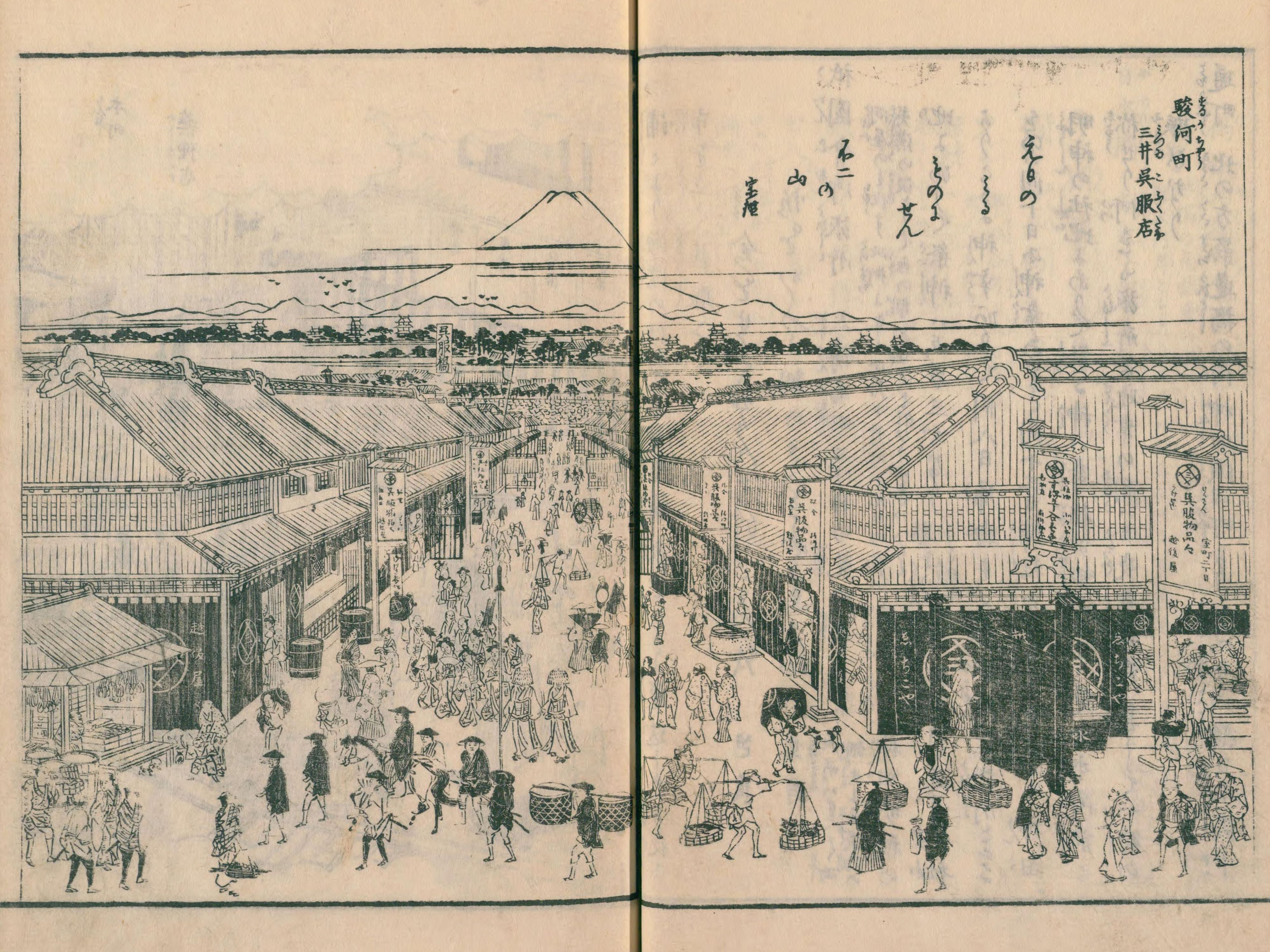
Tokiói utcakép (1834)

Az Edo-kor (江戸時代, Edo dzsidai) vagy Tokugava-kor (徳川時代, Tokugava dzsidai) a japán történelem 1603 és 1868 közötti korszaka, mikor a japán társadalom a Tokugava-sógunátus és az ország háromszáz daimjójának uralma alatt állt. A korszakot gazdasági növekedés, szigorú társadalmi rend, az elszigetelődés politikája, stabil népesség, béke, a busidó eszmény mint a szamuráj identitás része, valamint a művészet és kultúra élvezete jellemezte. Tokugava Iejaszu 1603-ban vette fel a sóguni címet, ezzel legitimálva helyzetét, majd megalapította Edót (a mai Tokiót), ami a császári fővárossal, Kiotóval szemben Japán de facto fővárosának számított (innen származik a korszak elterjedt neve). Végét a Meidzsi-restauráció jelenti, amivel a valódi hatalom, amelyet csaknem ezer évig a sógunok birtokoltak, visszakerült a császárok kezébe.

## A sógunátus megerősödése

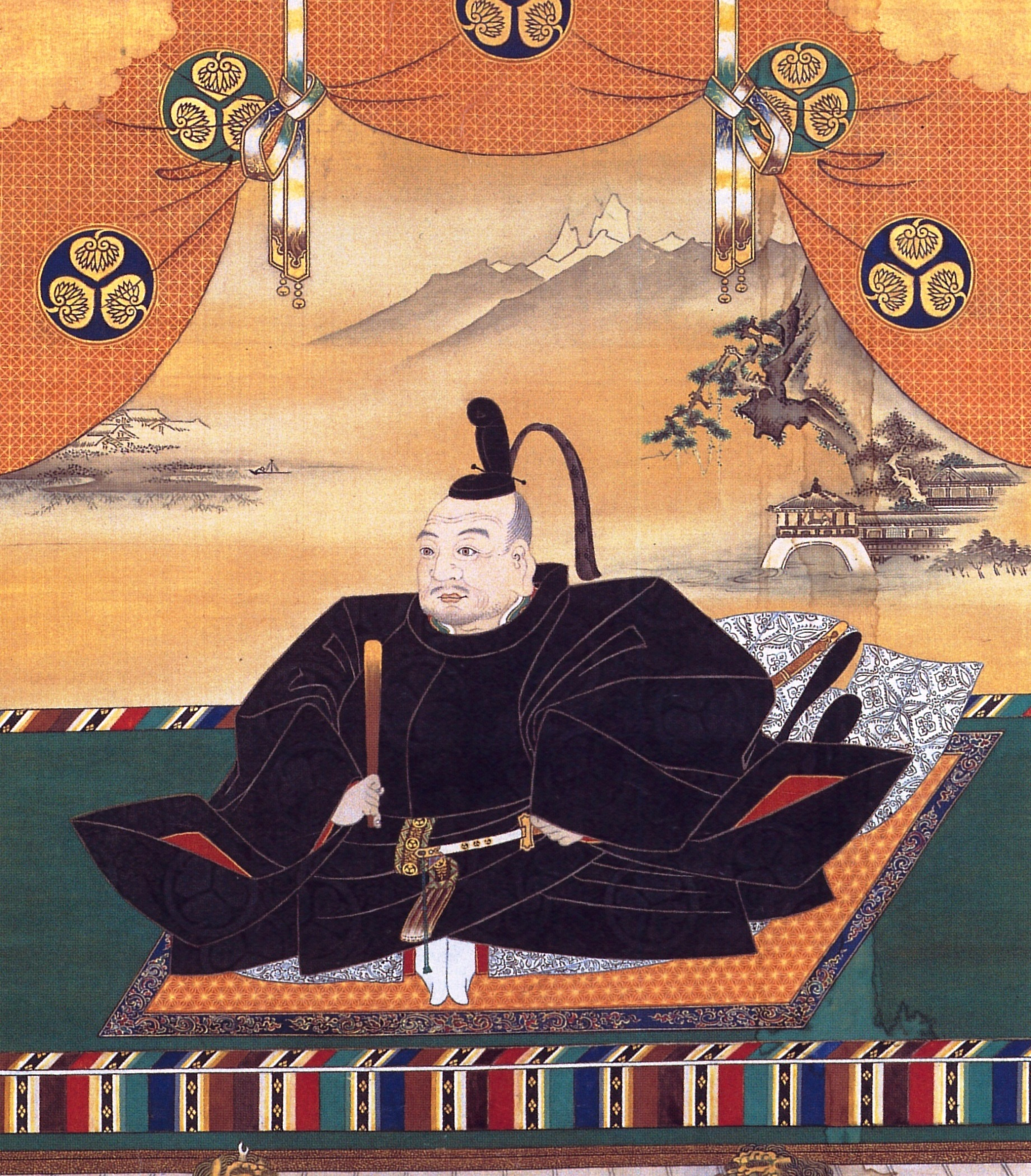
Tokugava Iejaszu, az első Tokugava sógun

Tokugava Iejaszu először Oda Nobunaga szövetségeseként tűnt ki, majd amikor Tojotomi Hidejosi 1590-ben meghódította Kantót, és óriási hűbérbirtokot kapott tőle azon a vidéken. Az ország feletti uralmat 1600-ban szerezte meg egy döntő ütközetben Szekigaharánál. Helyzetét 1603-ban a sógun cím felvételével legitimálta. 1614-ben és 1615-ben megostromolta a nagy oszakai várat, és megsemmisítette a Hidejosi-örökös utolsó híveit is. Számos daimjó-házat eltörölt, míg mások erejét csökkentette. A hadizsákmányt családja és szövetségesei között osztotta fel. Iejaszunak sikerült stabilizálnia a politikai helyzetet, és a hatalmat is képes volt örököseire hagyni, akik aztán több mint két és fél évszázadon át tartották meg a sógunságot.
Az akkor kialakult politikai rendszer a történészek által bakuhannak – a bakufu („sátorkormány” vagy katonai sógunátus) és han (daimjó-birtok) terminusának kombinációja – nevezett rendszerré fejlődött. A bakuhanban a sógunnak nemzeti hatalma, a daimjóknak regionális hatalma volt. Az a kormányzási rendszer, amelyet Iejaszu és két elődje tökéletesített a 17. század első felében, az előző évszázadban létrejött daimjó-birtokokon alapult, valamint a rajtuk és az egész országon való központosított uralomnak azon módszerein, amelyeket Nobunaga és Hidejosi fejlesztett ki. 
Az ország fölötti teljes uralkodásban az első Tokugava-sógunok a már nagyon is ismerős daimjó-rendszerre támaszkodtak az ország gyors stabilizálása érdekében. A sógunok óriási birodalmat tartottak meg maguknak, ebbe beletartozott az ország megművelhető földjeinek körülbelül az egynegyede, főként a Kantóban lévő Edo székhely körül, valamint a régi főváros vidékén, Kiotó körül, de magába foglalta még az összes nagy japán várost, kikötőt és bányát. A Tokugavák megerősödtek uralkodásuk első századában: a földosztás során közel hétmillió kokut, valamint a legfontosabb városok irányítását szerezték meg.
A feudális hierarchiát a daimjók különböző osztályai egészítették ki. A föld másik háromnegyede az elméletileg autonóm daimjók között volt felosztva. Őket három csoportba sorolták. Az első volt a „rokoni” daimjók csoportja (sinpan), ezt a Tokugava-család oldalági leszármazottai alkották, akik a Tokugava-birtokok határain éltek. A sinpan a bakufuban többnyire tiszteletbeli címeket és tanácsadói posztokat kapott. A hierarchia második osztályát a fudai képezte, ők voltak az „örökletes” daimjók, akiket a Tokugava-birtokokhoz közeli földekkel jutalmaztak megbízható szolgáltatásaikért. Ők viszonylag kis hűbérbirtokkal rendelkeztek. A fudai osztály tagjai látták el a jelentősebb bakufu tisztségeket. Végül ott voltak a tozamák („külső” daimjók), akik Iejaszu szövetségesei, vagy néhány esetben ellenségei voltak az 1600-as szekigaharai ütközetben. A tozamák főként a szigetország perifériáján éltek, és együttesen közel 10 millió koku termőföldet irányítottak. Mivel bennük bíztak a legkevésbé, őket kezelték a legkörültekintőbben és legnagyvonalúbban, habár a központi kormányzati pozíciókból kitiltották őket.
A Tokugavák nemcsak az újraegyesített Japán felett erősítették meg hatalmukat, hanem példátlan hatalommal rendelkeztek a császár, az udvar, az összes daimjó és a vallási rendek felett is. A császárság úgy volt fenntartva mint politikai beleegyezés végső forrása a sógun számára, aki látszólagosan a császári család vazallusa volt.
Törvénykönyvet hoztak létre a daimjó házak szabályozására. Ez magába foglalta a személyes magatartást, a házasságot, az öltözködést, a fegyverek típusát és a katonáik számát; megkövetelte a feudális nemesektől, hogy minden második évet Edóban töltsenek; megtiltotta az óceánjáró hajók építését, valamint a kereszténységet; a várak méretét korlátozta, egy birtokon (han) egy lehetett, és kikötötte, hogy a bakufu szabályozások nemzeti törvények. Habár a daimjókat önmagában nem adóztatták meg, rendszeresen behajtották rajtuk a katonaság és logisztikai támogatás és az olyan közmunkák, mint a várak, utak, hidak és paloták, fedezetét. A különböző szabályozások és beszedések nemcsak a Tokugavák hatalmát erősítették, de még a daimjókat is kimerítette anyagilag, így kevésbé jelentettek fenyegetést a központi ügyintézésre. A han, korábban katonai központú birtokok, most helyi ügyintézési egységekké váltak. A daimjók teljes ügyintézési ellenőrzéssel rendelkeztek a területük és az ügyvédek, bürokraták és közemberek összetett rendszere felett. A hűséget megkövetelték a vallási alapítványoktól, amelyeket Nobunaga és Hidejosi már eléggé meggyengített a különböző ellenőrző szerkezet révén.

## Külkereskedelmi kapcsolatok

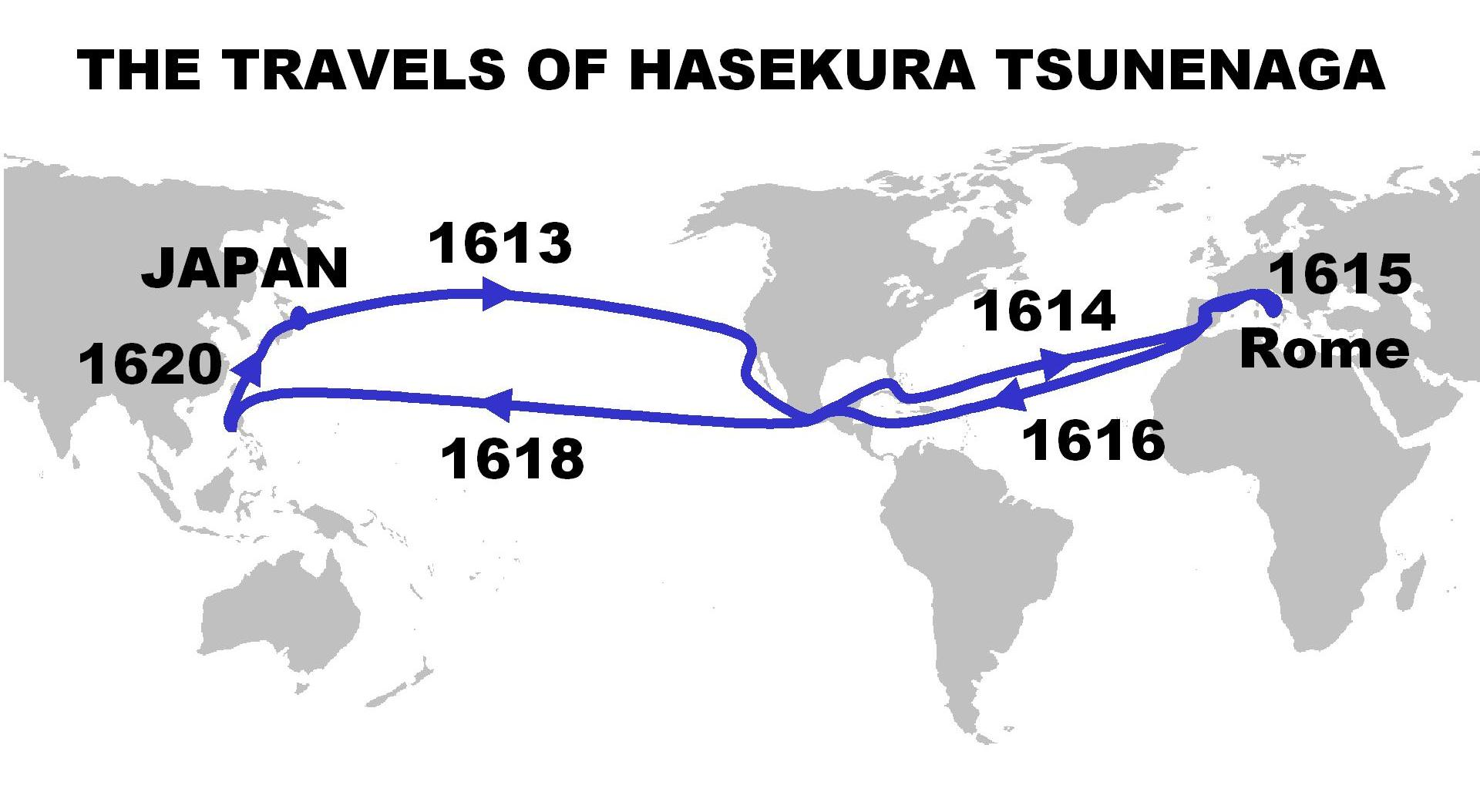
Haszekura Cunenaga utazásainak útvonalat és dátumai

Az elszigetelődés eleinte nem volt tudatos politika a japán uralkodók részéről, inkább véletlenszerűen fakadt a japánoknak az európaiakkal és a kereszténységgel való első találkozásaiból. Akárcsak Hidejosi, úgy Iejaszu is buzdította a külkereskedelmet, ugyanakkor gyanúsan nézett a külföldiekre. Edót akarta megtenni a fő kikötővé, de mikor megtudta, hogy az európaiak jobban kedvelték a kjúsúi kikötőket, és hogy Kína elutasította a tervét a hivatalos kereskedelemre vonatkozóan, áttette irányítását a már meglévő kereskedelemre és csak bizonyos kikötőknek engedte, hogy különleges árukkal foglalkozzanak.
Az Edo-korszak kezdete egybeesik a Nanban kereskedelmi időszak utolsó évtizedeivel, melynek során nagyfokú kapcsolat volt az európai erőkkel mind gazdasági, mind vallási téren. Az Edo-korszak kezdetén Japán megépítette első óceánjáró nyugati típusú hadihajóját. Ugyanebben a korszakban, a bakufu megrendelt körülbelül 720 sógunátusi engedéllyel rendelkező hajót (朱印船 suiszen), háromárbócos és felfegyverzett hajókat, intra-ázsiai forgalomra. Japán kalandorok, mint például Jamada Nagamasza, használtak ilyen hajókat Ázsiában mindenütt.
A „keresztény kérdés” tulajdonképpen a kjúsúi daimjók és azok európaiakkal folytatott kereskedelmének ellenőrzését veszélyeztette. 1612-ben elrendelték, hogy a sógun követői és a Tokugava-birtokok lakói esküvel tagadják meg a kereszténységet. További korlátozások következtek még 1616-ban (a külföldi kereskedelem korlátozása Nagaszakira és Hiradóra, Kjúsú északnyugati szigetére), 1622-ben (120 hittérítő és keresztény hitre tért kivégzése), valamint 1629-ben (keresztények ezreinek kivégzése). Végezetül, az 1635-ös Zárt Ország Ediktum megtiltotta a japánoknak, hogy külföldre utazzanak, valamint a külföldön tartózkodó japánoknak, hogy hazatérjenek.
A sógunátus egy rendkívül destabilizáló tényezőnek ítélte a katolikus kereszténységet, ezért határoztak az üldözésük mellett. Az 1637-38-as simabara lázadás jelentette a keresztény mozgalmak végét, habár néhány katolikus a föld alá bújva túlélte. A simabara lázadás során legyőzték és nagyrészt legyilkolták azt a több mint húszezer parasztot, akik a vallási üldözés és a gazdasági elnyomás miatti elkeseredésükben felkelést robbantottak ki. A kereszténység elnyomása hamarosan oda vezetett, hogy Japán gyakorlatilag elszigetelődött a külvilágtól. Egy szigorúan ellenőrzött minimális szintre redukálta a külvilággal való érintkezését.

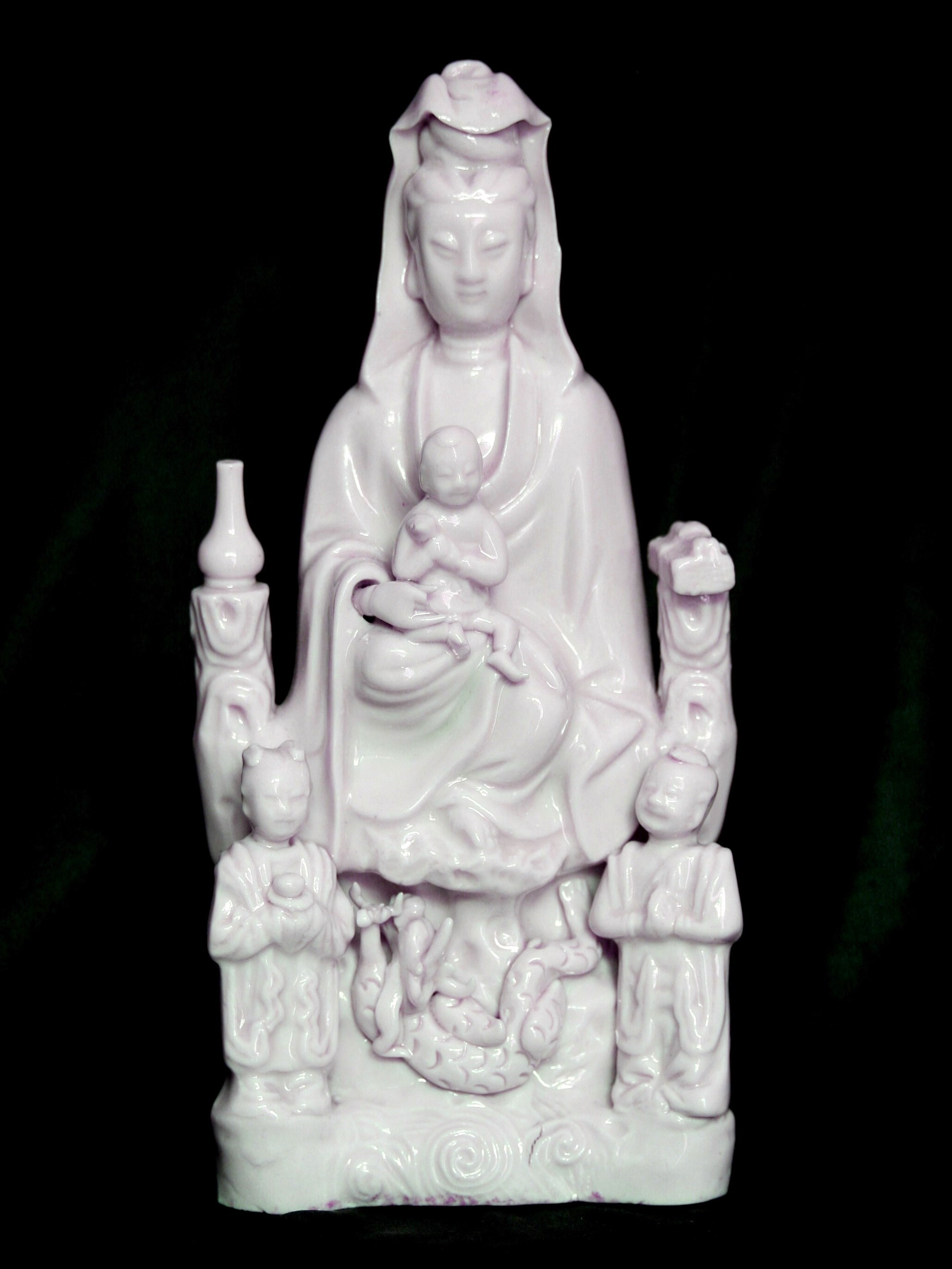
Buddhista stílusú Szűz Mária-szobor, a kakure kereszténység tipikus kegytárgya

1639-ben a portugálokat végleg kitiltották, diplomáciai küldöttségük tagjait kivégezték, minden tárgyat be kellett regisztrálni egy buddhista vagy sintó templomba, a hollandokat és a kínaiakat pedig Dedzsimára, egy mesterséges szigetre – és így nem igazi japán földre – korlátozták Nagaszaki kikötőjében. Néhány „külső” daimjó Koreával és a Rjúkjú-szigetekkel folytatott kisebb kereskedelmén kívül, Japán fő szigetének délnyugati részén 1641-re a külföldi kapcsolatok a szakoku politikája által Nagaszakira korlátozódtak.
Az utolsó jezsuitát 1644-ben megölték vagy áttérítették, és az 1660-as évekre a kereszténységet szinte teljesen felszámolták, és a külpolitikai, gazdasági és vallási befolyások meglehetősen korlátozottak lettek Japánban. Csak Kína, a Holland Kelet-Indiai Társaság – és egy rövid időre az angolok – élvezhették a Japánba látogatás jogát ebben a korszakban, kizárólag kereskedelmi célokból. Más európaiakat, akik betették lábukat Japánba, mindenféle tárgyalás nélkül kivégeztek. A korszak keresztényüldözései ellenére titokban sokan így is megőrizték a keresztény hitüket, noha az jelentősen módosult az eredetihez képest (pl. Avalókitésvara-szerű Szűz Máriával), leginkább azért, hogy álcázni tudják a jellemző szakrális külsőségeket; a 19. századi Meidzsi-korra kb. 30 ezer rejtett keresztény került elő, sajátos, keleti jegyekkel kevert vallással, ami kakure kereszténység néven lett ismert.

## Társadalom

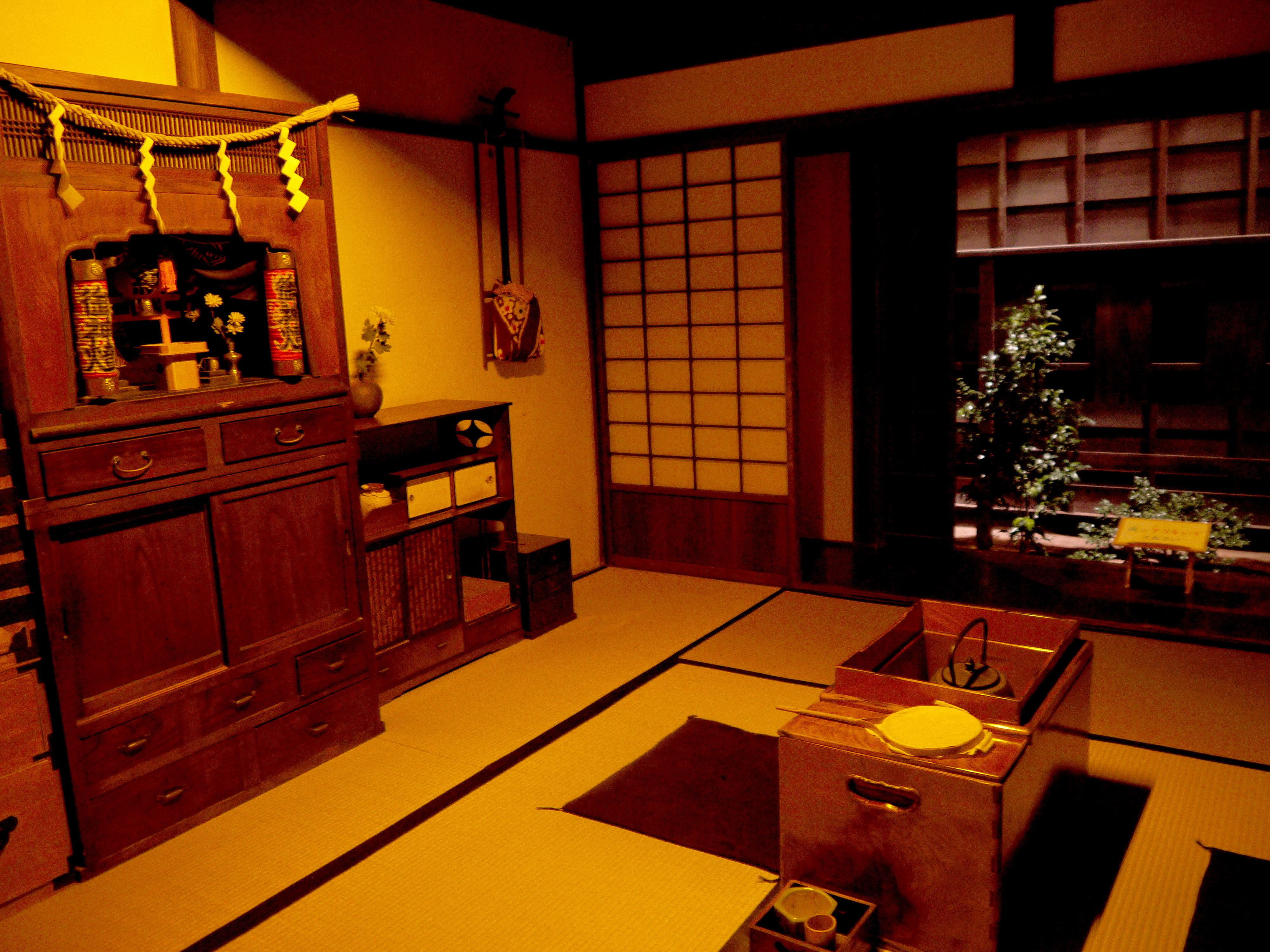
Kereskedő háza (Fukagawa Edo Museum)

Társadalmi osztályok az Edo-korszak idején

Az edói társadalom egy gondosan kidolgozott struktúra alapján épült fel, amelyben mindenki tudta a maga helyét és presztízsének szintjét. Az élén a császár és az udvari előkelők álltak, akik presztízs szempontjából legyőzhetetlenek voltak, ugyanakkor erejüket tekintve gyengék. Ezután következett a sógun, a daimjók és azon feudális nagyurak rétege, kiknek rangját a Tokugavákhoz való közelség jelölte. Nekik volt erejük. A daimjókba a helyi „han” körülbelül 250 helyi hűbérúra tartozott, akiknek éves termelési eredménye 50000 vagy annál több véka rizs volt. A felső réteget sokkal részletesebben kidolgozták. A hosszan tartó belső konfliktus után az újonnan létrehozott Tokugava-kormány első célja az ország megbékítése volt. Ez megteremtette a hatalom egyensúlyát, amely (meglehetősen) stabil maradt az elkövetkező 250 évre, és amelyet a konfuciánus társadalmi rend alapelvei befolyásoltak. A legtöbb szamuráj elvesztette a földje közvetlen birtoklását; földjeik a daimjókhoz kerültek. A szamurájoknak választaniuk kellett: feladják kardjukat és parasztokká válnak, vagy hűbéruruk városába költöznek és fizetett csatlósaik lesznek. Csak néhány vidéki szamuráj maradt meg az északi határterületeken, vagy a sógun közvetlen vazallusaként, az 5000 úgynevezett hatamotóként. A daimjókat a sógunátus közvetlen irányítása alatt tartotta. A családjuknak Edóban kellett lakniuk, a daimjóknak egyik évben Edóban, a következő évben saját tartományukban (han). Ezt a rendszert szankin kótainak nevezték.
Az egyénnek nem voltak törvényes jogai a Tokugava-kori Japánban. A család volt a legkisebb törvényes egység, és a családi státusz fenntartása, valamint a kiváltságok a társadalom minden szintjén nagy fontossággal bírtak. Az 1711-es Gotóke reidzsó több mint 600, 1597 és 1696 között kihirdetett szabályrendeletből lett összeállítva.
A Tokugava-korszak alatt a társadalmi rend a pozíciók öröklésén alapult, mintsem a személyes érdemen; merev volt és rendkívül kidolgozott. Az élén a császár és az udvari nemesek (kuge) álltak együtt a sógunnal és a daimjókkal. Alattuk a népességet négy csoportra osztották fel a mibunszei rendszerében: a szamuráj állt a tetején (a népesség körülbelül 5%-a) és a második szinten a parasztság (a népesség több mint 80%-a). A parasztság alatt voltak a kézművesek, és őalattuk, a negyedik szinten, a kereskedők. Csak a parasztok éltek vidéken. A szamurájok, kézművesek és kereskedők a daimjó várak köré épített városokban éltek, mindannyian a saját negyedükre korlátozódva.
A négy osztályon kívül ott volt még az úgynevezett eta és hinin; azok, kiknek szakmája a buddhizmust tekintve tabutörésnek számított. Az etába tartoztak a hentesek, tímárok és temetkezési vállalkozók. A hinin városi őrként, utcai takarítóként és hóhérként szolgált. Más kívülállók közé tartoztak a koldusok, szórakoztatók és prostituáltak. Az eta szó szó szerinti fordítása „koszos”, míg a hinin szóé „nem-ember”. Ezek az elnevezések alaposan tükrözték más osztályok felfogását, amely azt mutatta, hogy az etát és a hinint még csak emberszámba sem vették. A hininnek a város egy különleges negyedében szabadott csak lennie. Megtiltották nekik, hogy térd alá érő köntöst vagy kalapot viseljenek. Előfordult, hogy az eta falvakat még a hivatalos térképekre sem nyomtatták rá. A hinin azon alosztályának, akik beleszülettek társadalmi osztályukba, nem volt lehetőségük más társadalmi osztályba kerülni, míg a hinin másik alosztályának, akik elvesztették korábbi státuszukat, visszakerülhettek a Japán társadalomba. A 19. században a burakumin gyűjtőnevet az eta és a hinin megnevezésére használták, mivel mindkét osztály külön falusi szomszédságban élt. Az eta, hinin és burakumin osztályokat 1871-ben hivatalosan eltörölték. Habár a kulturális és társadalmi kihatásuk, beleértve a diszkrimináció néhány formáját, a modern időkben tovább folytatódott.

## Gazdasági fejlődés

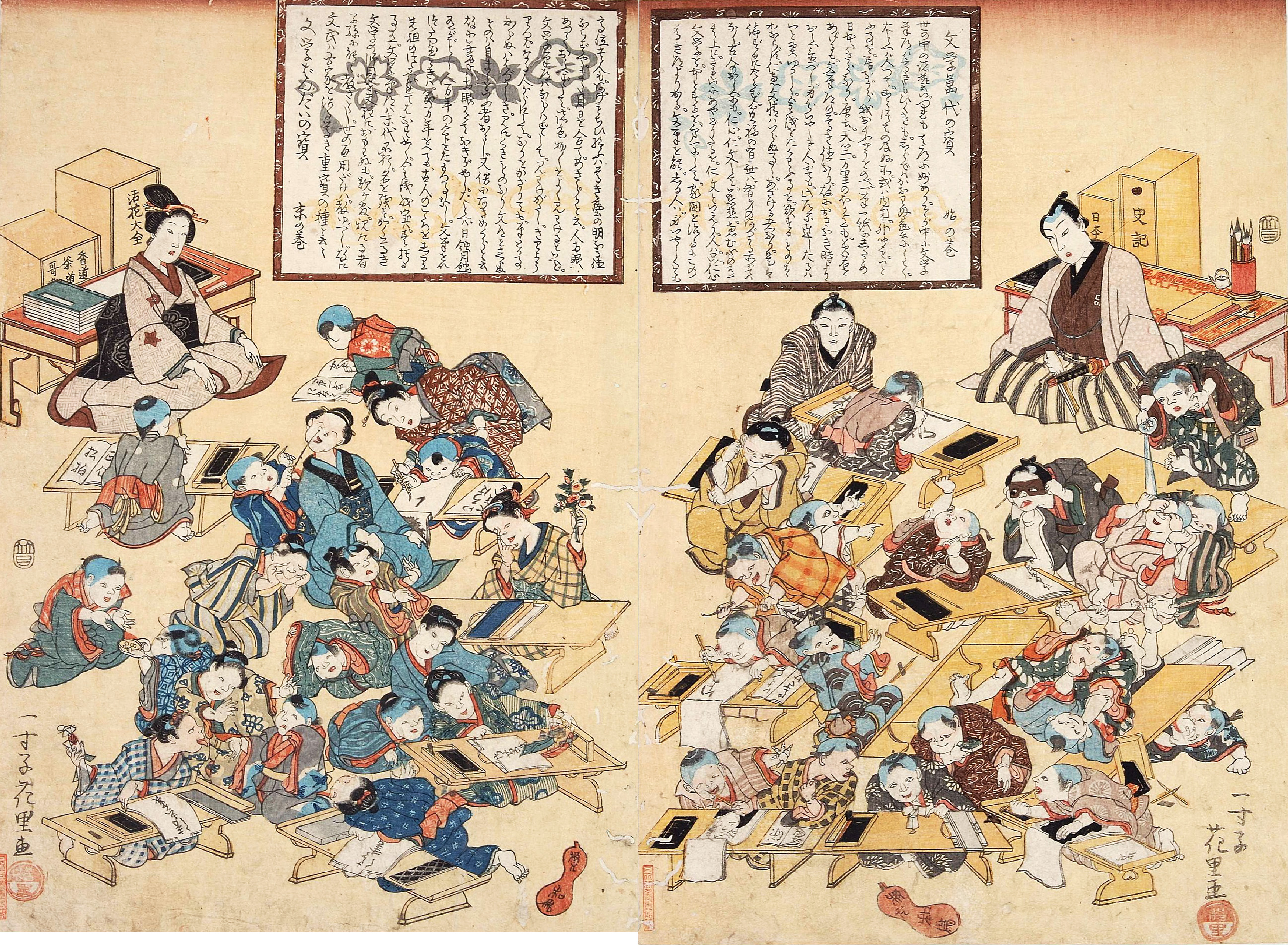
Terakoja (magániskola)

A gazdasági fejlődés a Tokugava-korszak idején magába foglalta az urbanizációt, az áruk megnövekedett hajóval való szállítását, a hazai kereskedelem, és kezdetben a külkereskedelem jelentős bővítését, valamint a kereskedelem és a kézművesipar kiterjedését. Az építőipari szakmák, együtt a banki szolgáltatásokkal és kereskedelmi egyesületekkel, felvirágoztak.

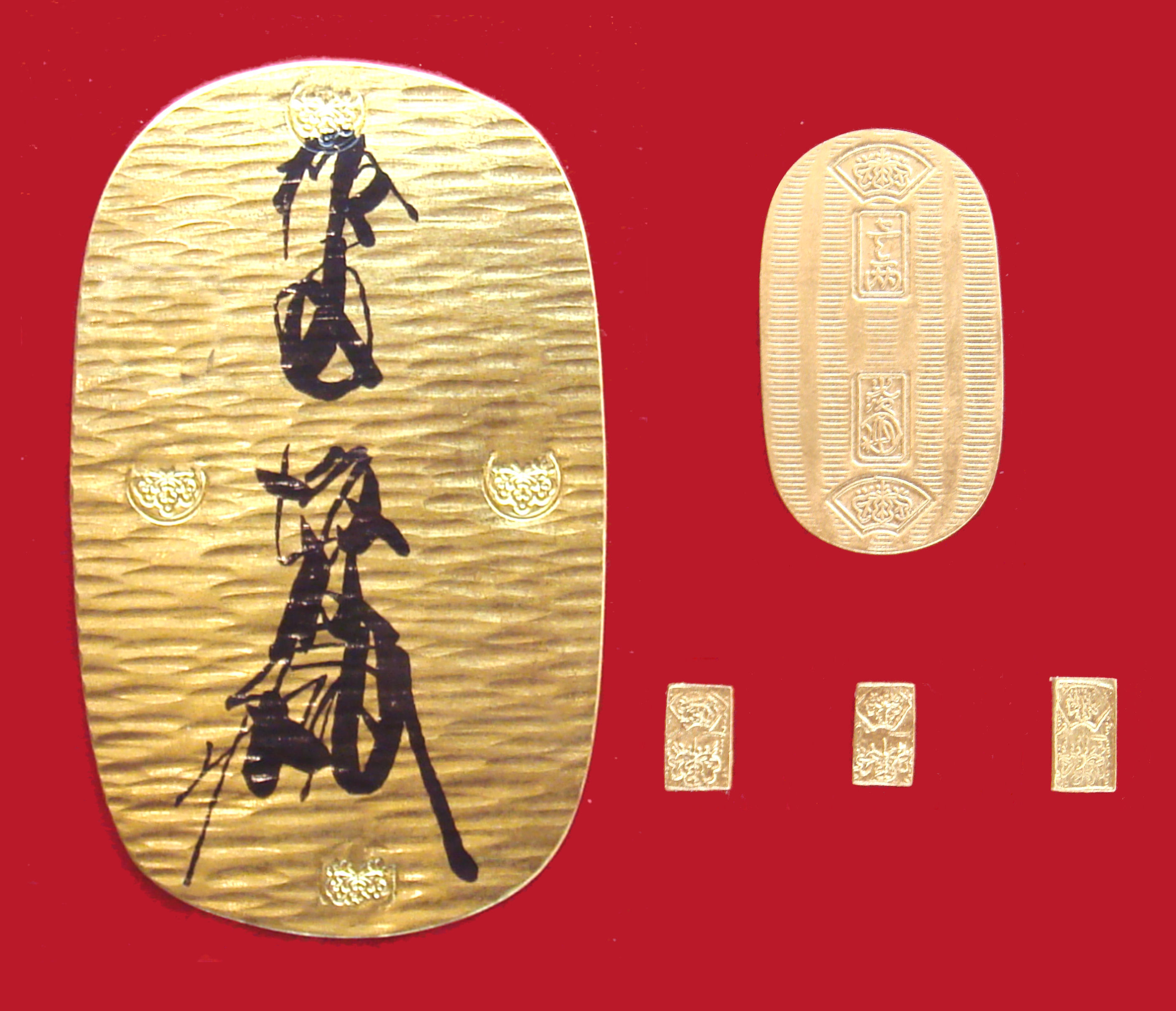
Korabeli pénzek: Óban, Koban, Icsibuban (1601-1695)

### Lakosság
A 18. század közepére Edo több mint egymilliós népességgel rendelkezett, míg Oszakának és Kiotónak egyenként több mint 400 ezer lakosa volt. Japánt 1720 és 1820 között nagyon alacsony népességnövekedés jellemezte, amit gyakran tulajdonítanak a széles körben elterjedő éhínség okozta alacsony születési rátának. Néhány történész ellenben más elméleteket vall, például a magas arányú gyermekgyilkosságot a lakosság mesterséges szabályozására. Oszaka és Kiotó a korban forgalmas kereskedelmi és kézműves központokká váltak, míg Edo az élelmiszer-ellátás és az alapvető városi fogyasztási termékek központja volt.

### Mezőgazdaság
A korban a gazdaság alapját a rizs adta. Az emberek körülbelül 80%-a rizsfarmer volt. A rizstermesztés folyamatosan nőtt, de a népességszám változatlan maradt, így megnövekedett a jólét. Megugrott a termelékenység. Minden uradalom igyekezett növelni mezőgazdasági földterületét, ezért termővé tették a mocsaras területeket és a parlagföldeket. Erre leginkább a perifériális, ritkán lakott vidékeken nyílhatott lehetőség. A mezőgazdasági technológia is töretlen fejlődést mutatott, és a 18. század végén már komoly szakirodalma volt a földművelési technikák tökéletesítésének. Naponta váltakozó árfolyammal dolgozó rizstőzsdék jöttek létre Edóban és Oszakában.

## Művészeti és szellemi fejlődés

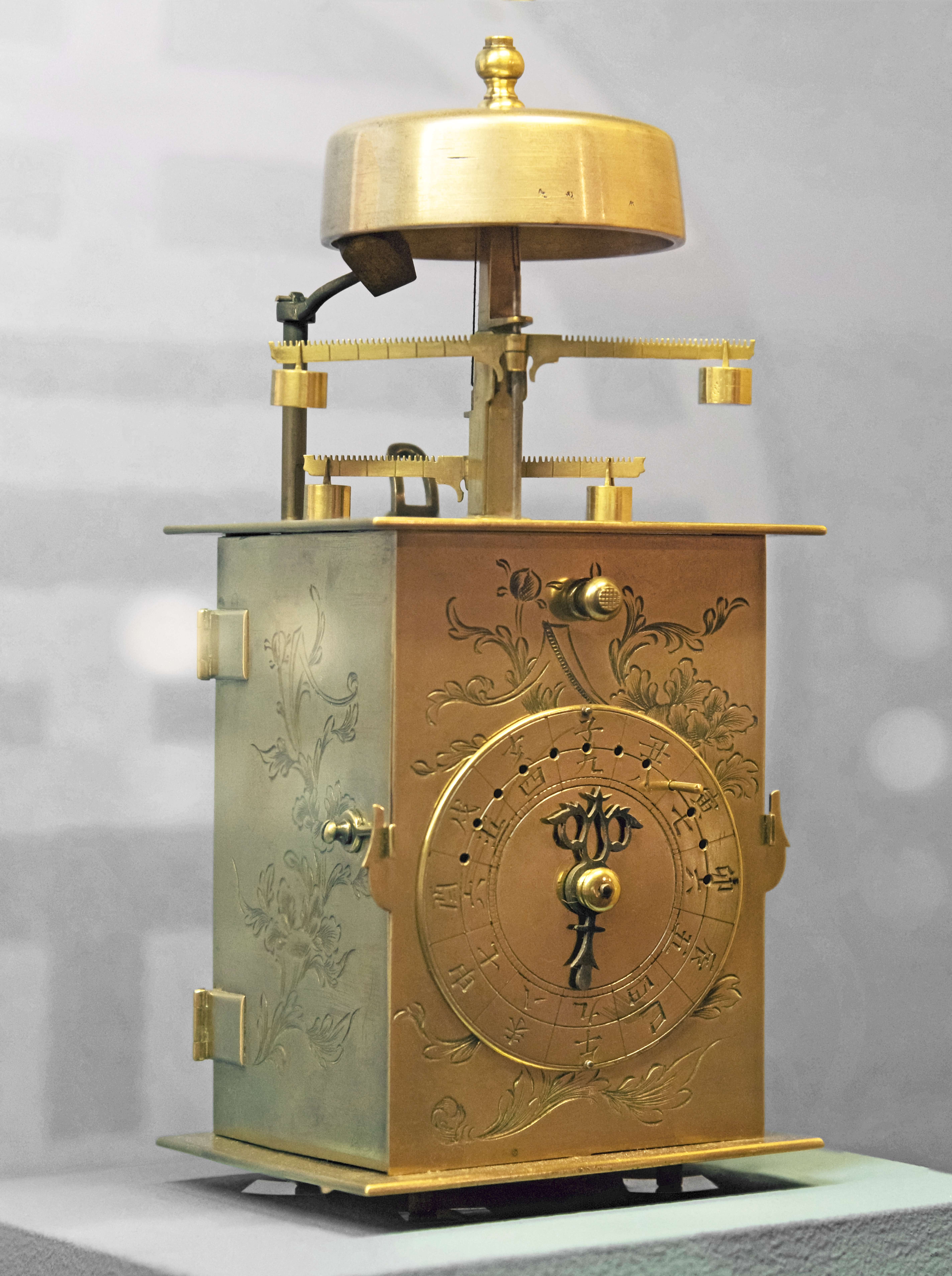
Japánban készült óra a 18. századból (vadokei)

A korban Japán nyugati tudományokat és technikákat tanult el a dedzsimai holland kereskedőktől kapott információkon és könyveken keresztül (rangaku, „holland tanulmányok”). Tanulmányaiknak fő területeihez tartozott a földrajz, orvostudomány, természettudomány, asztronómia, művészet, idegennyelvek, fizikai tudományok, mint az elektromos jelenségek tanulása, és a mechanikai tanulmányok, amelyek példát nyújtottak a japán órák, vagy a nyugati technikák inspirálta vadokei fejlődésében.
A neokonfucianizmus virágzása volt a Tokugava-kor fő szellemi fejlődése. A konfuciánus kutatásokat már régóta aktívan folytattak a buddhista papok, de a Tokugava idején a konfucianizmus a buddhista vallási irányításból jött létre. Ez a gondolkodási rendszer fokozott figyelmet szentelt az ember és a társadalom világnézetére. Az új konfuciánus tanítás etikai humanizmusa, racionalizmusa és történelmi perspektívája a tisztviselők osztályához fordult. A neokonfucianizmus a 17. század közepére Japán meghatározó jogi filozófiája volt, és közvetlenül hozzájárult a kokugaku (szó szerinti fordításban: „nemzeti tanulmány”) gondolkodásmód kialakulásához.
A neokonfucianizmus fejlett tanulmányozása és növekvő alkalmazása hozzájárult ahhoz, hogy a társadalmi és politikai rend a feudális normákról az osztály- és nagycsoport-orientált gyakorlathoz kerüljön. Az emberek vagy a konfuciánus ember uralmát fokozatosan felváltotta a jogállamiság. Új törvényeket dolgoztak ki, új adminisztratív eszközöket hoztak létre. Az új kormányzati elmélet és a társadalom új elképzelése a bakufu átfogóbb kormányzásának igazolásának eszközeként jött létre. Minden embernek elkülönült helye volt a társadalomban, és elvárták tőlük, hogy dolgozzanak, hogy ezzel beteljesítsék saját küldetését. Azok az emberek, akiknek kijelölt feladata volt az uralkodás, jóindulattal uralkodtak a többi emberen. A kormány mindenható volt, ugyanakkor felelősségteljes és humánus. Bár az osztályrendszert a neokonfucianizmus befolyásolta, nem volt azonos vele. A katonák és a papság a kínai modell hierarchiájának alján voltak, Japánban ezen osztályok néhány tagja alkotta az uralkodó elitet.
A szamuráj osztály tagjai a japán történelem iránti megújult érdeklődéssel és a konfuciánus tudós-adminisztrátorok módszereinek művelésében kitartottak a busi hagyományok mellett. Egy másik különleges életforma – csónindó – is megjelent. A csónindó ("a városlakók útja") egy külön kultúra volt, amely olyan városokban alakult ki, mint Oszaka, Kiotó és Edo. Arra ösztönzött, hogy a busidó értékek – szorgalom, őszinteség, becsület, hűség és szerénység – keveredjenek a sintó, neo-konfuciánus és buddhista hittel. A matematika, a csillagászat, a kartográfia, a mérnöki tudományok és az orvostudomány tanítását szintén ösztönözte. Hangsúlyt helyeztek a megmunkálás minőségére, különösen a művészetekben.
Most először, a városi népességnek megvolt az anyagi eszköze és a szabadideje, hogy támogasson egy új tömegkultúrát. Az élvezet keresése ukijo (a lebegő világ) néven vált ismertté, amely a divat, népszerű szórakoztatás, és a tárgyakban és mindennapi cselekedetekben felfedezett esztétikai minőség ideális világa. A növekvő érdeklődés a szabadidős tevékenységek iránt segített egy sor új iparág fejlődésében, ezek közül sok a Josivara néven ismert területen volt található. A régió Edo fejlődő eleganciájának és kifinomultságának központjaként volt híres. Az élvezet és fényűzés ezen helye az felsőbb réteg és a tehetős kereskedők céljává vált, akik vagyonukat akarták fitogtatni.

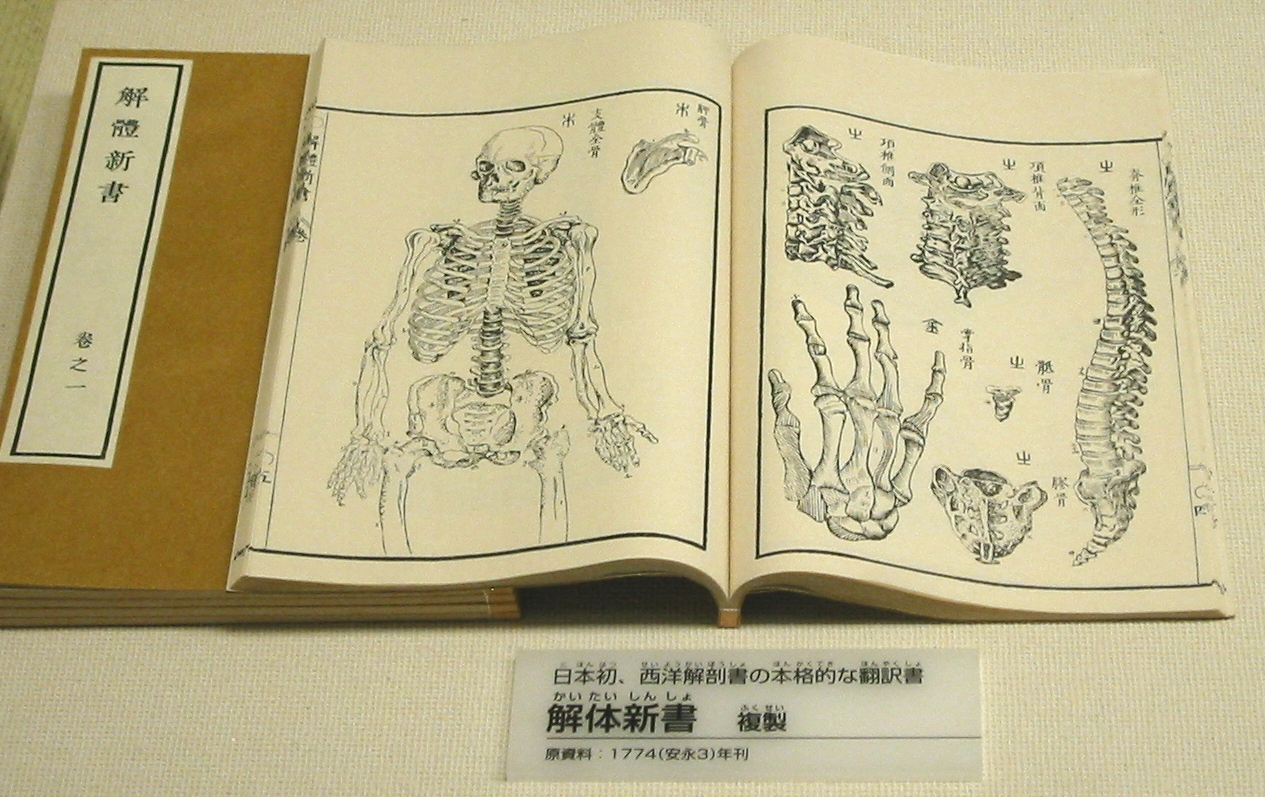
Kaitai Sinso, az első japán értekezés a nyugati anatómiáról, 1774

A Tokugava-kultúrában a városi kereskedők voltak a vezető tényezők, és így nem meglepő, hogy a korszak művészete és irodalma leginkább az ő ízlésüket, és nem más osztályokét fejezte ki. Josivara volt az otthona azoknak a nőknek, akik szerencsétlen körülmények miatt kénytelenek voltak ebben a félreeső környezetben dolgozni. Sokan egész életüket az adósságok kifizetésére fordították az olyan tényezők miatt, mint a bérleti díj, a munkaszerződés értéke, a ruházati költségek, a smink, az ajándékozás és egyéb költségek. Ezeknek a nőknek az volt a feladata, hogy táncoljanak, énekeljenek, játszanak valamilyen hangszeren, pletykáljanak és társaságot nyújtsanak, és így a vendégek újra és újra eljöjjenek. Ennek végeredményeként a régió kifejlesztette saját kultúráját, amely aztán meghatározta, mi lesz népszerű az ország többi részében. Ez különösen igaz volt a divatra, mert a női identitást a ruházat határozta meg, pontosabban ez tette egyértelművé, hogy mi a szakmája és a státusza ezen a területen. Az öltözködésének minősége biztosította számára, hogy kitűnjön vetélytársai közül. Habár Josivara is rendelkezett egy erkölcstelen oldallal. Az itt folyó a prostitúciót a nők megélhetési költségeinek kezelésére fordította. Ennek eredményeképp ez a körzet lett az országnak a kormány által szentesített piroslámpás negyede, mivel létrehozását első alkalommal Tojotomi Hidejosi engedélyezte 1589-ben. Ez a megjelölés körülbelül 250 évig tartott.
A kor irodalma és művészete a szórakoztatónegyedek körül forgott. Hivatásos szórakoztatónők (gésa), zene, népszerű történetek, Kabuki és bunraku (bábszínház), költészet, gazdag irodalom és művészet, gyönyörű fametszetekkel (ukijo-e) kiegészülve, mind részese volt a virágzó kultúrának. Az irodalom is virágzásnak indult olyan tehetséges példákkal, mint a drámaíró Csikamacu Monzaemon (1653-1724) és a költő, esszéíró és utazó író Macuo Basó (1644-94). Macumura Keibun a korszak egyik legjelentősebb festője volt. Művei többnyire madarakat, virágokat és állatokat ábrázoltak realisztikus módon.
Az ukijo-e (a „tovatűnő világ képei”) a festészet és a nyomtatás műfaja, amely a 17. század végén jelent megelőször Edo örömkörzeteinek szórakoztatását ábrázolta, mint például a kurtizánokat és kabuki színészeket. Harunobu 1765-ben készítette el az első színes nisiki-e-nyomtatást, amely az ukijo-e szinonimájává vált. A műfaj a század végére érte el csúcspontját olyan művészek munkáival, mint Kijonaga és Utamaro. Ahogy az Edo-korszak a végéhez közeledett, műfaji sokszínűség alakult ki: harcosok, természet, népművészet és Hokuszai és Hirosige tájképei. Ez volt a világon az első olyan művészet, amely a tömegek számára „termelt”, és amely a 19. század elején érte el káprázatos fénykorát. Az ukijo-e elsődleges része volt a japonizmus hullámának, mely a 19. század végén söpört végig a nyugati művészeten.
A buddhizmus és a sintó továbbra is fontos volt Japánban a Tokugavák idején. A buddhizmus, együtt a neokonfucianizmussal, a társadalmi viselkedés normáit eredményezte. Habár a buddhizmus nem volt politikailag olyan erős, mint a múltban, az alsóbb osztályok továbbra is támogatták. 1640-ben a kereszténység elleni proskripció jót tett a buddhizmus erősödésének, mikor a bakufu elrendelte, hogy mindenkinek regisztrálnia kell magát egy templomhoz. A Tokugava-társadalom merev szétválasztása hanokra, falvakra, osztályokra és háztartásokra segített újra megerősíteni a sintó mellékleteket. A sintó szellemi támogatást nyújtott a politikai rendnek, és egy fontos kapocs volt az egyén és a közösség között. A sintó segített megőrizni a nemzeti identitás érzését.
A sintó tulajdonképpen a neokonfuciánus racionalizmus és a materializmus által kialakított szellemi formát feltételezett. A kokugaku mozgalom a két hitrendszer kölcsönhatásából alakult ki. A kokugaku hozzájárult a modern Japán császár-központú nacionalizmusához és a sintó terjedéséhez mint nemzeti hitvallás a 18. és 19. században. A Kodzsikit, Nihonsokit és Manjósút mind újra tanulmányozták a japán szellem keresésében. Néhány nyelvművelő a kokugaku mozgalomban, mint Motoori Norinaga, megkritizálta a konfuciánus és buddhista befolyásokat is – gyakorlatilag a külföldi befolyásokat –, amiért beszennyezték Japán ősi szokásait. Japán a kami földje volt, és mint ilyen, különleges sorssal rendelkezett.

### Szórakozás
Az Edo-korszakot a gazdasági fejlődések váratlan sorozata (a külvilággal való kapcsolat megszűnése ellenére) és kulturális érés jellemezte, különösen a színház, zene és más szórakozási formák szempontjából. A zenét és a színházat a nemesség és a közemberek osztálya közötti társadalmi szakadék befolyásolta, és különböző művészeti ágak váltak egyre meghatározóbbá, ahogy ez a szakadék szélesedett. A kabukinak (bábművészet) többféle típusa jött létre. A kabuki a cselekmény és díszlet realizmusára helyezte a hangsúlyt. Nagy sikerrel alkalmazta a forgószínpadot, s az általa kifejlesztett díszletek sok tekintetben felülmúlták a nyugatiakat. Éles ellentétben az Asikaga-korabeli, lassú mozgású és visszafogott nó drámával, a kabuki magas fokú érzelmi feszültséget teremtett, és szabadon bánt a szenvedélyekkel és az erőszakkal. Néhány, mint például asibaraku, csak az év bizonyos időszakában volt elérhető, míg más társulatok csak a nemességnek adtak elő. Divattrendek, helyi hírek szatirizációja és hirdetések is gyakran a kabuki színház részei voltak.

## A sógunátus vége

### A Tokugavák bukása
Ennek az időszaknak a végét kifejezetten a késő Tokugava-sógunátnak hívják. A korszak véget érésének az oka ellentmondásos. A Tokugawa-kormány nem egyszerűen a belső hibák miatt bukott meg. A külföldi betolakodás a bakufu és kritikusainak koalíciója között összetett politikai küzdelmet szított. Az anti-bakufu mozgalom folytonossága a 19. század közepén végül megbuktatta a Tokugavákat. A történészek úgy vélik, hogy a Tokugavák bukásának egyik legfontosabb tényezője a „központi kormányzat gyenge irányítása a sógun által, amely a társadalmi osztályok szétesését eredményezte Japánban”. A Tokugavák kezdettől fogva megpróbálták korlátozni a családok vagyonának felhalmozását, és elősegíteni a „vissza a talajba” politikát, amelyben a mezőgazdasági termelő, az alapvető termelő az ideális személy a társadalomban.
A gazdagság korlátozására irányuló erőfeszítések ellenére és részben a rendkívüli békeidő miatt a városi és vidéki lakosság életszínvonala egyaránt jelentősen nőtt a Tokugava-korszakban. A növénytermesztés jobb eszközei, a szállítás, a lakhatás, az élelmiszerek és a szórakozás mind elérhetővé váltak, ahogy több lett a szabadidő, legalábbis a városlakók számára. Az írástudás aránya magas volt egy preindusztriális társadalomhoz képest (becslések szerint Edo városának írástudási aránya 80% volt), és a kulturális értékeket újraértelmezték és széles körben elterjedtek a szamuráj és a csónin osztályok között. A céhek újbóli megjelenése ellenére a gazdasági tevékenységek messze túlmutattak a céhek korlátozó jellegén, a kereskedelem kiterjedt és a pénzgazdaság fejlődött. Bár a kormány nagymértékben korlátozta a kereskedőket, és a társadalom improduktív és uzsorás tagjainak tekintette őket. A szamurájok, akik fokozatosan elváltak a vidéki kötelékektől, nagyban függtek a kereskedőktől.
Küzdelem merült fel a politikai korlátok miatt, amelyeket a sógun kényszerített rá a vállalkozói osztályra. Az agrártársadalom kormányzati eszményeit nem sikerült összeegyeztetni a kereskedelmi fogyasztás valóságával. A helyzetet megnehezítette, hogy a népesség jelentősen növekedett a Tokugava-korszak első felében. Noha a nagyságrend és a növekedési ráta bizonytalan, legalább 26 millió közembert és négymillió szamurájt számoltak össze családtagjaival és kísérőivel együtt 1721-ben az első országos népszámláláson.
A szárazság, melyet terméshiány követett, húsz nagy éhínséget eredményezett 1675 és 1837 között. A Tokugava-korszak alatt 154 éhínség pusztított, amelyek közül 21 elterjedt és súlyos volt. A parasztok nyugtalansága nőtt, és a 18. század végére tömeges tiltakozások voltak az adók és az élelmiszerhiány miatt. Az újonnan föld nélkül maradt családok bérmunkásokká váltak, míg a lakóhelyüket elhagyni kényszerült vidéki szegények városokba költöztek. Amíg a korábban jómódú családok életszínvonala visszaesett, addig mások földet halmoztak fel, és új, tehetős gazdálkodó osztály jött létre. Azok, akik haszonra tettek szert, képesek voltak a termelés diverzifikálására és bérmunkások felvételére, míg mások elégedetlenek maradtak. Sok szamuráj nehéz időket élt át, és kényszerült a kézművességre és a bérmunkára a kereskedők számára.
Annak ellenére, hogy Japán képes volt a tudományos ismeretek széles körének megszerzésére és finomítására, a 18. század folyamán a Nyugat gyors iparosodása Japán és a Nyugat közötti technológiák és fegyverzet terén lényeges szakadékot teremtett, amely arra kényszerítette Japánt, hogy elhagyja elzárkózási politikáját, ezzel hozzájárulva a Tokugava-rendszer végéhez.
A nyugati betolakodások a 19. század elején megnövekedtek. Az orosz hadihajók és kereskedők hatoltak be a Karafutóra (orosz és szovjet fennhatósága alatt Szahalin) és a Kuril-szigetekre, Hokkaidó északi szigeteinek legdélibb részére. 1808-ban egy brit hadihajó lépett be Nagaszaki kikötőjébe, amely ellenséges holland hajókat keresett, és más hadihajók és bálnavadászhajók is egyre gyakrabban fordultak meg a japán vizeken az 1810-es és 1820-as években. Az Egyesült Államokból is érkeztek bálnavadászok és kereskedelmi hajók Japán partjaira. Bár a japánok néhány kisebb engedményt tettek, és néhány partraszállást engedélyeztek, nagyrészt megpróbálták kint tartani az idegeneket, néha erőszakkal. A rangaku nemcsak a külföldi „barbárok” megértésében vált fontossá, hanem a védelemben is.
Az 1830-as években általános válság alakult ki. Éhínségek és természeti katasztrófák sújtottak, a nyugtalanság pedig Oszakában 1837-ben parasztfelkelést eredményezett a tisztviselők és kereskedők ellen. Bár csak egy napig tartott, a felkelés drámai benyomást keltett. A válság kezelésére olyan hagyományos megoldásokat találtak, amelyek inkább az erkölcsi romlást próbálták javítani, mintsem az intézményi problémákat. A sógun tanácsadói a kormány és a szamuráj osztályban további korlátozásokat tettek a harci szellemre, a külkereskedelemre és a kapcsolatokra, a rangaku elnyomására, az irodalom cenzúrájára és a „luxus” megszüntetésére. Mások keresték a módját a Tokugavák megbuktatásának, és felkarolták a szonnó dzsói (a császár tisztelete, a barbárok kitelepítése) politikai tanítását, amely megkívánta a császári hatalom alatti egységet és ellenezte külföldi behatolásokat. A bakufu egyre növekvő aggodalmak közepette is kitartott, amikor A Nyugat az 1839-1842-es első ópiumháború után gyarmati enklávét hozott létre Kínában. Több reformot rendeltek el, különösen a gazdasági szektorban, hogy megerősítsék Japánt a nyugati fenyegetés ellen.

### Az elzárkózás vége

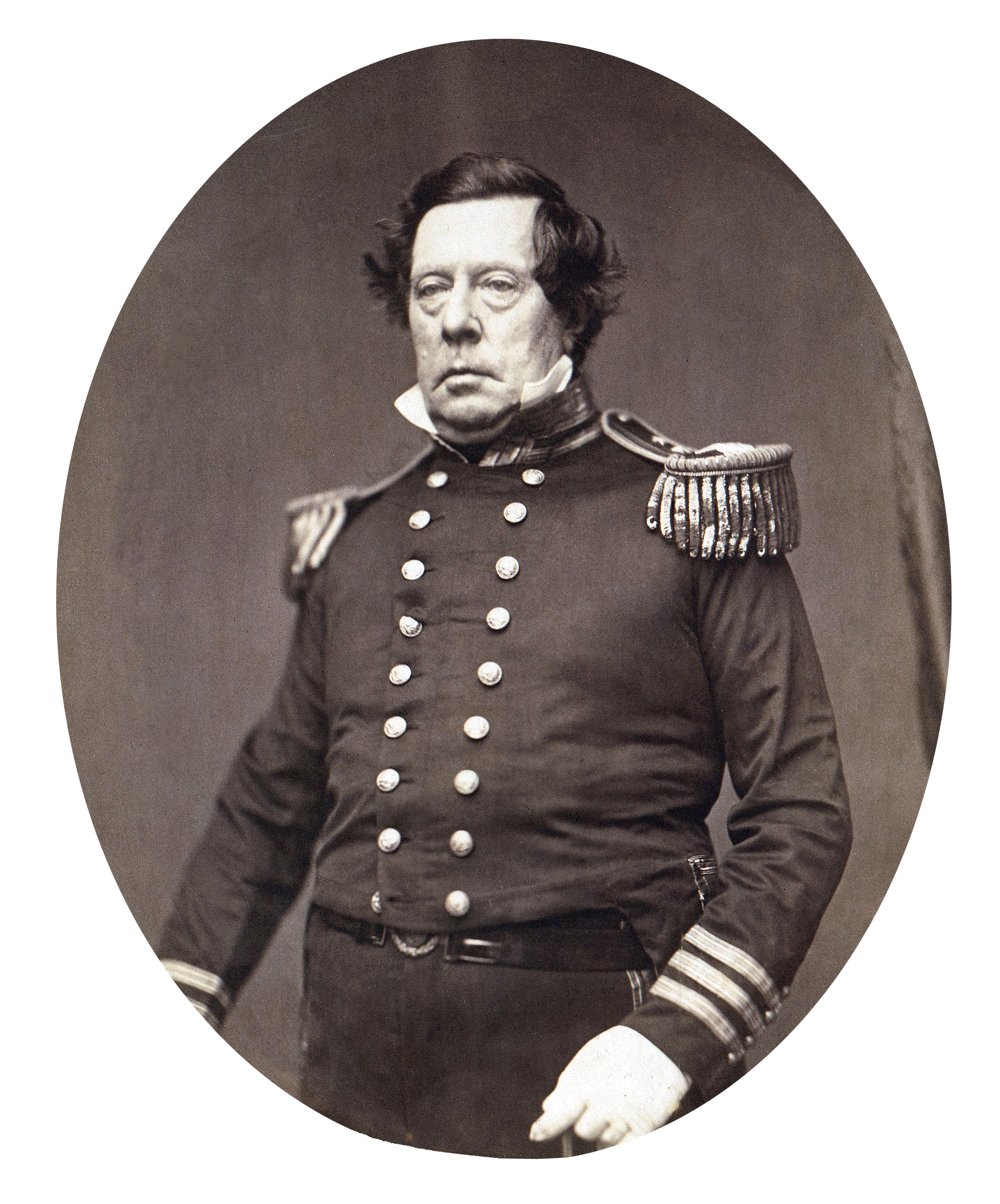
Matthew Calbraith Perry

A 19. század első felében az amerikaiak, az angolok és az oroszok egymás után küldték expedícióikat a szigetországba, hogy rávegyék a japánokat kikötőik megnyitására, a hollandok pedig egyre csak győzködték a Tokugavákat, hogy engedjenek a kérésnek. Az amerikai kormány végül úgy döntött, hogy megpróbálja kierőszakolni a kapuk megnyitását.
Amikor a Matthew C. Perry sorhajókapitány négyhajós osztaga 1853 júliusában megjelent a (mai nevén) Tokió-öbölben, a bakufuban zűrzavar tört ki. A vezető tanácsosok elnöke, Abe Maszahiro (1819-1857) volt felelős az amerikaiakkal folytatott tárgyalásokért. Mivel nem volt példa a nemzetbiztonsági fenyegetés kezelésére, Abe megpróbálta egyensúlyba hozni a vezető tanácsosok azon kívánságait, hogy egyezséget kössenek a külföldiekkel, valamint a császárét, aki kint akarta tartani a külföldieket, és a daimjókét, akik háborúba akartak menni. A megegyezés hiánya miatt Abe úgy döntött, hogy egyezségre jut, elfogadva Perry azon igényeit, hogy megnyitják Japánt a külkereskedelem számára, miközben katonai előkészületeket is végez. 1854 márciusában a kanagava egyezmény két kikötőt nyitott meg az amerikai hajók számára, amelyek élelemmel való ellátást kerestek, biztosította a hajótörött amerikai tengerészek számára megfelelő bánásmódot, és megengedték az Egyesült Államok konzuljának, hogy rezidenciát tartson fenn Simodában, az Izu-félsziget egyik kikötőjében, Edótól délnyugatra. Az Amerikai Egyesült Államok és Japán közötti kereskedelmi szerződés (Harris szerződés), amely még több területet nyitott meg az amerikai kereskedelem számára, öt évvel később kényszerült a bakufura.
A bakufu jelentős mértékben károsodott. Japánban az arany árának leértékelődése egy azonnali, hatalmas hatás volt. Az európai és az amerikai kereskedők aranyat vásároltak az eredeti árért a világpiacon, majd eladták a kínaiak számára az háromszoros áron. Ezzel együtt a fejlett országok olcsó termékei, mint például a kész pamut, elárasztották a piacot, amely sok japán vállalkozást kiszorítva ezzel. A kormányzati politika feletti vita szokatlan volt, és nyilvános kritikát váltott ki a bakufuval kapcsolatban. Abban a reményben, hogy új szövetségesek támogatását veheti igénybe, Abe, a fudai döbbenetére, tanácskozott a sinpan és a tozama daimjókkal, hogy még jobban aláássák a már gyengített bakufut. Abe ezután az Anszei reformban (1854-1856) megpróbálta megerősíteni a rendszert azáltal, hogy holland hadihajókat és fegyverzetet rendelt Hollandiából, valamint az új kikötői védelem megteremtésével. 1855-ben haditengerészeti iskolát alapítottak holland kiképzőkkel, és egy nyugati stílusú katonai iskolát hoztak létre Edo-ban; a következő évben a kormány nyugati könyveket fordított. Nőtt a fudai körökben az Abe elleni szembenállás, amely ellenezte a bakufu tanácsok megnyitását a tozama daimjók számára, és 1855-ben Hotta Masajoshi (1810-1864) leváltotta őt mint vezető tanácsosok elnökét.
A Tokugava-kor utolsó éveiben megnövekedett a külföldi kapcsolat, mivel további engedményeket adtak. 1859-ben az Egyesült Államokkal kötött új szerződés több kikötőt nyitott meg a diplomáciai képviselők számára, négy további kikötőben engedélyezte a felügyelet nélküli kereskedelmet, valamint külföldi rezidenciák fenntartását Oszakában és Edóban. Megtestesítette a területenkívüliség fogalmát (a külföldiekre saját országuk törvényei vonatkoztak). Hotta elvesztette a kulcsfontosságú daimjók támogatását, és amikor Tokugava Nariaki ellenezte az új szerződést, Hotta császári jóváhagyásért fordult. Az udvari tisztviselők, akik észrevették a bakufu gyengeségét, elutasították Hotta kérését, és sok évszázad óta először, bevonták Kiotót és a császárt Japán belpolitikájába. Amikor a sógun örökös nélkül meghalt, Nariaki a fiát, Tokugava Josinobut (vagy Keiki) tette meg jelöltnek a sógun címre, és a sinpan és tozama daimjókhoz fordult támogatásért.
1716 és 1745 között Josimune bevezette az első Kjóhó reformokat annak érdekében, hogy több bevételt nyerjen a kormány számára. 1767 és 1786 között Tanuma Okicugu is kezdeményezett néhány liberális szellemű gazdasági reformot az államháztartási bevételek bővítésére. Ez támadást váltott ki konzervatív ellenfeleiből, megfosztották pozíciójától. Hasonlóképpen, Macudaira Szadanobu 1787-1793 között elindította a kanszei reformokat a rizsárak stabilizálása, a kormányzati költségek csökkentése és a bevételek növelése érdekében. Az 1841-1843-as Tenpó-korszak végső gazdasági reformja hasonló célokat tűzött ki. A legtöbb nem volt hatékony és csak néhány területen működött. Ezek a gazdasági sikertelenségek is kényszeríthették Japánt a nyitásra, mivel a japán üzletemberek nagyobb piacokra vágytak. A Mito iskola már régóta követelt politikai változásokat, mint például a császár hatalmának helyreállítását.

### Modernizáció és konfliktusok
A bakufu utolsó évében, másnéven a bakumacu idején, a bakufu határozott intézkedéseket hozott, hogy újra megerősítse uralmát, bár a részvétele a modernizációval és a külföldi erőkkel, a nyugatellenes érzés célpontjává vált az egész országban. A hadsereget és a haditengerészetet modernizálták. Haditengerészeti szakiskolát alapítottak Nagaszakin 1855-ben. A haditengerészeti diákokat több évre nyugati haditengerészeti iskolákba küldték tanulni, ezzel elindítva a külföldön képzett jövő vezetőinek hagyományát, ilyen volt Enomoto tengernagy is. Francia haditengerészeti mérnököket béreltek, hogy haditengerészeti fegyverraktárakat építsenek. A Tokugava-sógunátus végére, 1867-ben, a sógun japán flottája már nyolc nyugati stílusú gőz hadihajóval rendelkezett Kaidzsó Maru parancsnoki hajója körül, amelyeket a pro-imperialista erők ellen használták a Bosin háború idején Enomoto tengernagy parancsnoksága alatt. A francia katonai küldetés azért jött létre, hogy segítse a bakufu seregeinek korszerűsítését.
A császárnak mint egység szimbólumának visszautasítása ellen az ellenzékek erőszakkal léptek fel a bakufu és han hatóságokkal szemben. A külföldi haditengerészeti megtorlás 1865-ben az angol-szacuma háborúban még további kedvezményes kereskedelmi egyezményhez juttatta őket, de Jositomi nem tudta érvényesíteni ezeket. A bakufu hadsereg akkor szenvedett vereséget, mikor kiküldték őket, hogy leverjék az elégedetlenséget a Szacuma és Csószú birtokon 1866-ban. Végezetül, 1867-ben Kómei császár meghalt, és kiskorú fia, Meidzsi császár követte a trónon.
Tokugava Josinobu vonakodva lett a Tokugava-ház feje és a sógun. Megpróbálta átszervezni a kormányt a császár alatt, és eközben megtartani a sógun vezető szerepét. Tartva a Szacuma és Csószú daimjók növekvő politikai erejétől, más daimjók azt kérték, hogy a sógun politikai ereje kerüljön vissza a császárhoz és a volt Tokugava sógun által vezetett daimjók tanácsához. Josinobu elfogadta a tervet 1867 végén és lemondott, bejelentve egy „császári restaurációt”. A Szacuma, Csószú, és más han vezetők és radikális udvaroncok azonban fellázadtak, és elfoglalták a császári palotát, és 1868. január 3-án bejelentették a saját restaurációjukat.
A Bosin-háborút (1868-1869) követően a bakufut megszüntették, és Josinobut közönséges daimjóvá fokozták. Az ellenállás 1868-ban még folytatódott északon, és a bakufu haditengerészeti ereje Enomoto Takeaki tengernagy alatt Hokkaidón még további hat hónapig kitartott, ahol megalapították az Ezo Köztársaságot.

## Események
- 1600: Tokugava Iejaszu győzelme a szekigaharai csatában.
- 1603: Tokugava Iejaszu felveszi a sógun címet, és a kormányt Edóba költözteti.
- 1605: Tokugava Iejaszu lemond a sóguni címről, és utódja fia, Tokugava Hidetada lesz.
- 1607: A koreai Csoszon-dinasztia követet küld a Tokugava-sógunátusnak.
- 1609: A szacumai Simadzu meghódítja a Rjúkjú-szigeteket; holland kereskedelmi állomás létesül Hirado szigetén.
- 1614: Tokugava Iejaszu kitiltja a kereszténységet Japánból.
- 1615: Oszaka második ostroma és elfoglalása, a Hidejosi-örökösök likvidálása; életbe lép a Buke Sohatto (Harcosok Törvényei).
- 1616: Tokugava Iejaszu halála.
- 1623: Tokugava Iemicu lesz a harmadik sógun.
- 1633: Tokugava Iemicu megtiltja a külföldre való utazást és a külföldi könyvek olvasását.
- 1635: Hivatalossá teszik a „külső” (tozama) daimjók számára előírt „váltakozó látogatás” rendszerét.
- 1637: A Simabara-lázadás.
- 1638: Tokugava Iemicu megtiltja a hajóépítést.
- 1639: Rendeletek létrehozásával befejeződött a Nemzeti Elzárkózás (Sakoki Rei). A hollandok kivételével minden nyugatinak tilos a belépés Japánba.
- 1641: Tokugava Iemicu kitilt minden külföldit Japánból.
- 1657: A nagy edói tűzvész.
- 1700: A kabuki és az ukijo-e népszerűvé válik.
- 1701-1703: A negyvenhét rónin története (csusingura).
- 1707: Kitör a Fudzsi.
- 1774: Szugita Genpaku és Maeno Ryotaku kiadja a Kaitai Sinso anatómiai szöveget, amely az első teljes japán fordítása egy nyugati orvosi műnek.
- 1787-1793: Macudaira Szadanobu uralma.
- 1792: Hokkaidóban jár E. G. Lakszman orosz kutató.
- 1804: Rezanov orosz követ látogatása Nagaszakiban.
- 1730-1844: Tempo-„év”; a Tempo-reformok kora.
- 1837: Osio Heihacsiro által vezetett rizslázadások Japánban.
- 1853: Matthew C. Perry kapitány megérkezik Uragába.
- 1854: Kanagava szerződése az Egyedült államokkal (márc. 31.).
- 1855: Oroszország és Japán diplomáciai kapcsolatokat létesít egymással.
- 1858: Kereskedelmi szerződés az USA-val (július 29.).
- 1864: Brit, francia, holland és amerikai hajók ágyúzzák Simonoszekit.
- 1868: Tokugava Josinobu lemond, a Tokugava-dinasztia véget ér, és a császárság visszanyeri a hatalmat.

## Fordítás
- Ez a szócikk részben vagy egészben  az   Edo period című angol Wikipédia-szócikk ezen változatának fordításán alapul.  Az eredeti cikk szerkesztőit annak laptörténete sorolja fel. Ez a jelzés csupán a megfogalmazás eredetét és a szerzői jogokat jelzi, nem szolgál a cikkben szereplő információk forrásmegjelöléseként.
- Ez a szócikk részben vagy egészben  a   Kakure Kirishitan című angol Wikipédia-szócikk fordításán alapul.  Az eredeti cikk szerkesztőit annak laptörténete sorolja fel. Ez a jelzés csupán a megfogalmazás eredetét és a szerzői jogokat jelzi, nem szolgál a cikkben szereplő információk forrásmegjelöléseként.